# 山陰亭
山陰亭（さんいんてい）とは、平安時代前期に清公・是善・道真と3代にわたって文章博士を輩出した菅原氏の私塾のこと。元来は菅原氏当主の書斎であった山陰亭で講義が行われていたが、生徒の増大につれて廊下（寝殿造の中門廊）で講義が行われたことから、菅家廊下（かんけろうか）と呼ばれて後世に知られた。

## 概要
『菅家文草』の「書斎記」によれば、菅原氏の私邸（後世にて「紅梅殿」と称された。現在の京都市下京区の北菅大臣神社に比定される）の西南に一丈四方の書斎があり、そこから多くの文章生・文章得業生を輩出したこと、その名称が山陰亭であったことを伝えている。また、『扶桑集』に収められた道真の漢詩の序文にも父・是善が芸閣（書斎）で門人に『後漢書』を講じたと詠んでおり、本来は書斎の山陰亭で講義が行われていたと考えられている。だが、後に門人の増加に対応するために、幅が広く仕切りなどや畳などを用いて部屋の代わりとしても用いられていた廊下に移して授業を行うようになっていたらしく、後に菅家廊下と呼ばれるようになって流布されたという。なお、菅家廊下という呼称は主に道真没後に菅原氏に学んだ人々やそれ以外の文人たちの間で用いられている例が多い。
菅原氏の当主は大学寮における公的な職務以外に、自宅にこうした私塾を開いて教えを請う学生たちに紀伝道を講義したとされている。これは紀伝道教育が盛んであった当時の世相の反映であるが、その一方において、こうした行為は私的な師弟関係の形成と言う要素を含む事になり、菅原氏の学閥と反対する諸博士の学閥という対立抗争を生んだ他、大学寮制度の形骸化や家学の形成促進につながったと考えられている。
大江匡房が康和2年（1100年）に、安楽寺（大宰府にあった菅原道真を弔う寺）に「安楽寺に参ず」（『本朝続文粋』所収）という詩を作り、その中で「累葉廊下の末葉たり」とあることから、少なくても平安時代後期までは菅原氏代々の文章博士によって継続されていたと考えられている。